# Ammoperdix
Ammoperdix là một chi chim trong họ Phasianidae.

## Hình ảnh

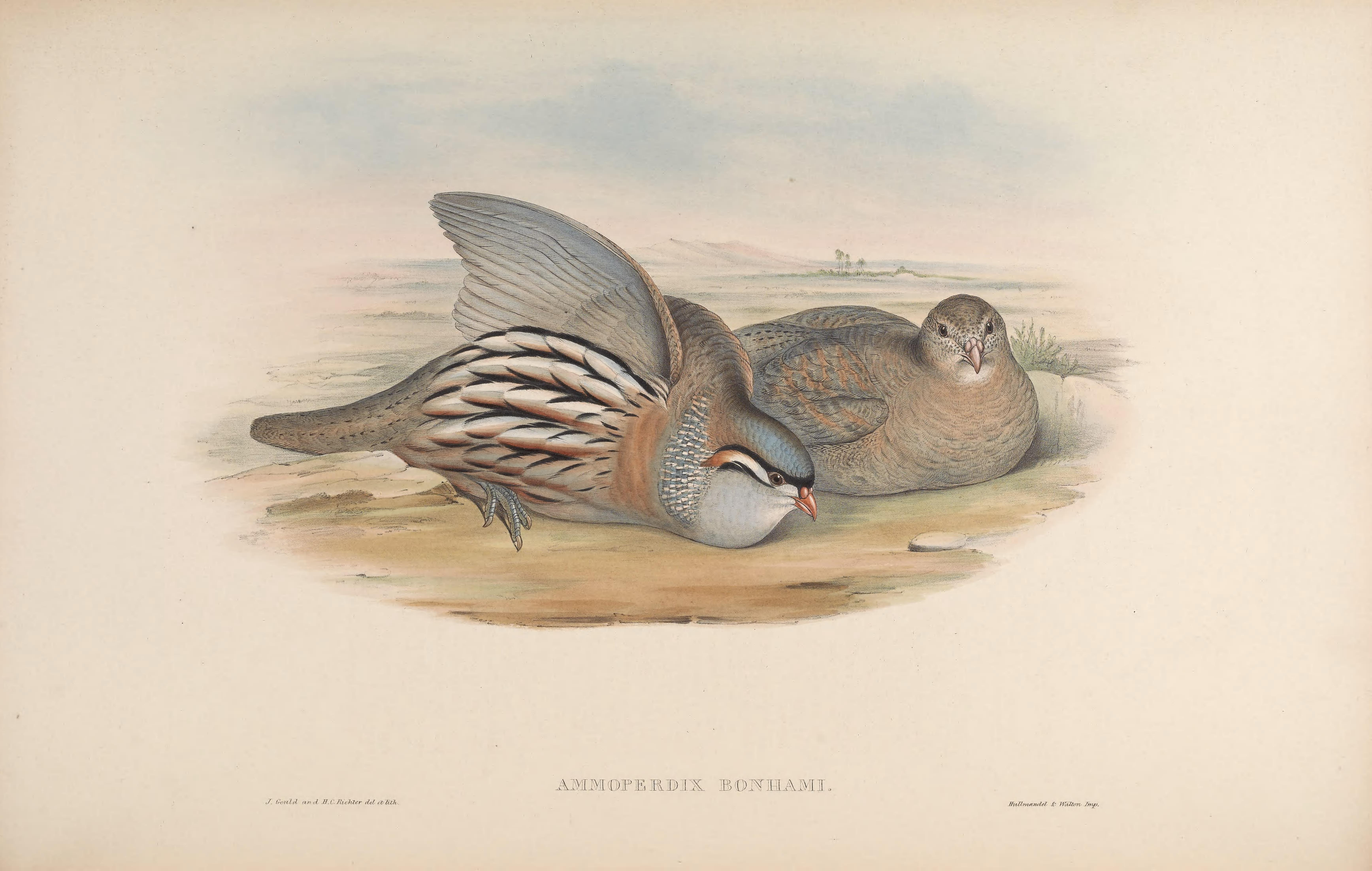
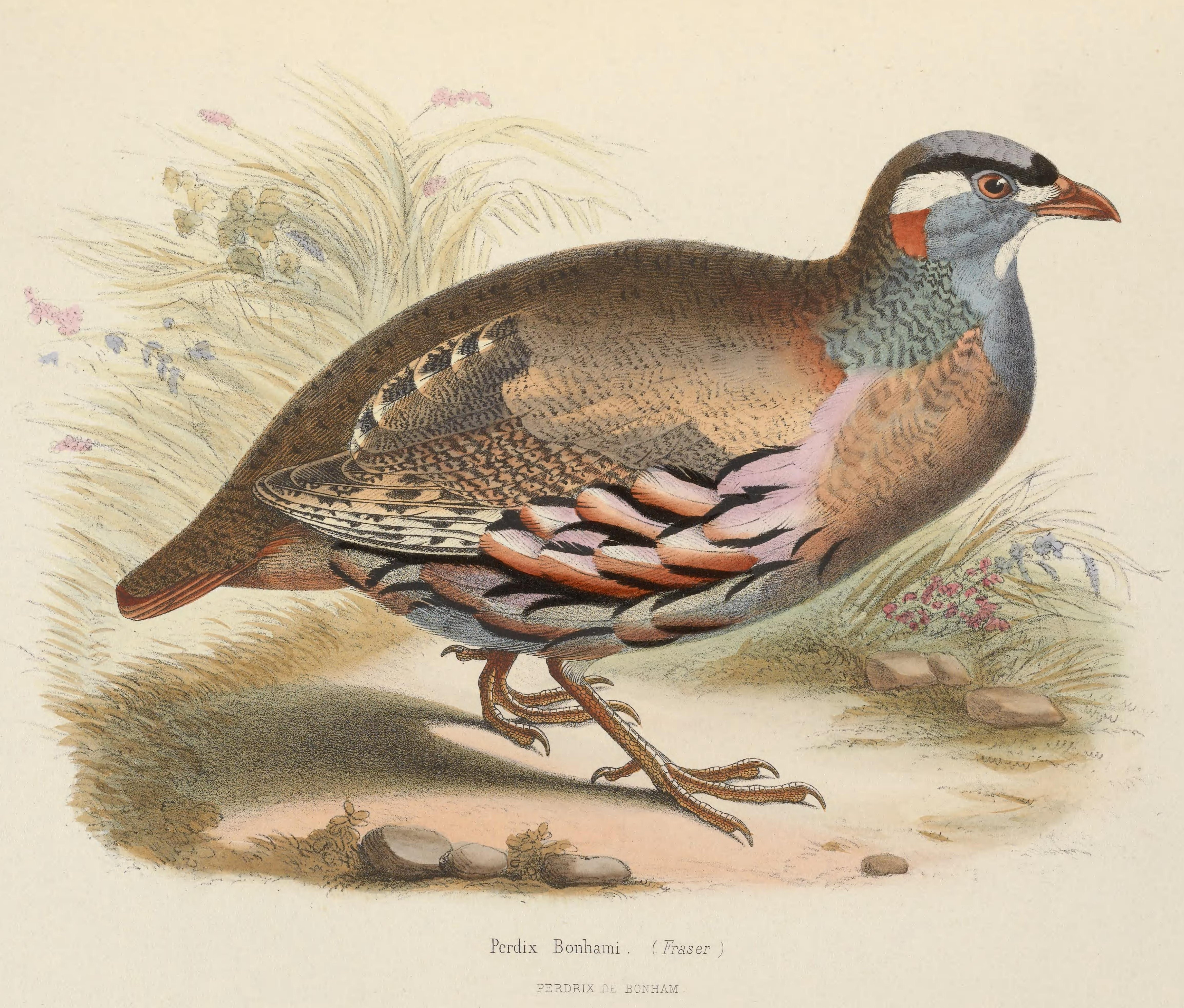